# Jan Rabie
Jan Sebastian Rabie (* 14. November 1920 in George; † 15. November 2001 in Onrusrivier) war ein südafrikanischer Schriftsteller. Er wurde als „Vater“ der Avantgarde-Bewegung der auf Afrikaans schreibenden Sestigers bezeichnet.

## Leben
Rabie wuchs an verschiedenen Orten des Westkaps auf. 1937 immatrikulierte er sich an der Universität Stellenbosch und erwarb 1941 seinen Abschluss als Bachelor in Afrikaans und Niederländischer Sprache. Als Student veröffentlichte er erste Gedichte. Anschließend war er als Lehrer in Umtata und Knysna tätig. Er war in dieser Zeit Mitglied der Nationalen Partei und des rechtsextremen Ossewabrandwag. 1944 zog er nach Johannesburg, um als Schriftsteller zu arbeiten. Er erhielt ein Promotionsstipendium für eine Universität in Paris. Dort lebte er sieben Jahre und wurde von Jean-Paul Sartre und den Ideen des Existenzialismus beeinflusst. Zugleich wandte er sich gegen die Apartheid. In Paris lernte er auch die Malerin Marjorie Wallace kennen, die er nach seiner Rückkehr nach Südafrika 1955 heiratete. Sie lebten in Kapstadt, wo Rabie für die South African Broadcasting Corporation und die Zeitung Die Burger arbeitete. 1956 erschien sein erstes Buch Een-en-twintig, das 21 Kurzgeschichten im Stil des Surrealismus und Existenzialismus enthält und sich damit von der bisherigen Afrikaans-Literatur deutlich unterschied. Rabie wurde Mitglied der Sestigers, für die Een-en-twintig als Vorbild galt. 1966 reiste das Ehepaar in die USA, nach Europa und Israel und lebte anschließend drei Jahre auf Kreta. 1970 kehrten sie nach Südafrika zurück und lebten fortan in Onrusrivier in der heutigen Gemeinde Overstrand, wo Rabie 2001 starb.
Rabie wurde vor allem durch die fünfteilige Romanreihe Bolandia bekannt, in der er die Buren und die Coloureds der historischen Kapkolonie als Gemeinschaft darstellte. Er veröffentlichte auch Erzählungen, Gedichte, Jugendbücher, Reisebeschreibungen, Essays und Tagebücher. Außerdem übersetzte er rund 40 Bücher ins Afrikaans, darunter Albert Camus’ L’Étranger.

## Auszeichnungen
- 1977: Scheepers Prize for Youth Literature für Die seeboek van die sonderkossers
- 1985: Ernennung zum Ritter der Ehrenlegion, Frankreich
- 2009: Order of Ikhamanga in Silber (postum)[3]

- Der Jan Rabie Rapportprys für „das beste Debüt oder Frühwerk, das durch frische und innovative Afrikaans-Prosa gekennzeichnet ist“ wird jährlich von der südafrikanischen Mediengruppe media24 verliehen.[4]

## Werke

### Romane
- 1943: Nog skyn die sterre
- 1944: Geen somer
- 1946: Vertrou op môre
- 1947: Die pad na mekaar
- 1957: Ons, die afgod
- 1959: Die wonder van Afrikaans
- 1963: Mens-alleen
- 1965: Kooi
- 1981: Johanna se storie

#### Bolandia-Romane
- 1964: Eiland voor Afrika
- 1964: Die groot anders-maak
- 1966: Waar Jy Sterwe
- 1977: Ark
- 1985: En oseaan

### Erzählbände
- 1956: Een-en-twintig
- 1957: Dakkamer en agterplaas
- 1966: Die roos aan die pels
- 1980: Versamelverhale

### Science fiction
- 1957: Swart ster oor die Karoo
- 1961: Die groen planeet
- 1971: Die hemelblom

### Jugendbücher
- 1960: Twee strandlopers
- 1975: Die seeboek van die sonderkossers

### Tagebücher
- 1966: In memoriam Ingrid Jonker (als Herausgeber)
- 1998: Paryse dagboek

### Essays
- 1960: Die ewolusie van nasionalisme
- 1965: Rooi
- 1966: Polemika (1957–1965)
- 1982: ’n Boek vir Onrus
- 1989: Buidel

### Reisebeschreibungen
- 1947: Groen reise
- 1970: Klipwieg
- 1971: ’n Haan vir Eloúnda
- 1977: Tuinprovinsie Natal
- 2004: Hutspot (hrsg. von J. C. Kannemeyer)